# Houk (Insel)
Houk (anderer Name: Pulusuk) ist eine kleine Koralleninsel im Archipel der Karolinen im zentralen Pazifischen Ozean. Politisch gehört sie zum Bundesstaat Chuuk der Föderierten Staaten von Mikronesien.

## Geographie
Houk liegt vergleichsweise isoliert im Südwesten des Bundesstaates, rund 245 km südwestlich des Chuuk-Atolls; die nächste Landmasse ist Puluwat, 73 km nördlich von Houk gelegen. Die Insel liegt auf dem Korallensaum im äußersten Südosten des Manila Reefs, eines weitgehend versunkenen, rund 330 km² großen Atoll-Komplexes. Houk selbst ist 3 km lang, bis zu 1,2 km breit und hat eine Fläche von etwa 2,8 km². Die Insel weist eine dichte Vegetation auf und besitzt eine kleine Brackwasser-Lagune im Norden.

## Verwaltung
Die Insel gehört zur statistischen Inselregion Oksoritod, Unterregion Pattiw, und bildet eine eigene Gemeinde mit einer Bevölkerung von 1116 Einwohnern im Jahr 2010. Die Bewohner sprechen Puluwatesisch, eine mit dem Chuukesischen verwandte mikronesische Sprache.